# Servizi elettrici Montedison
Servizi Elettrici Montedison - SELM S.p.A. era una holding italiana, quotata alla Borsa di Milano capogruppo di Montedison per il settore dell'energia elettrica e degli idrocarburi.

## Storia
Selm nasce nel gennaio 1979 su iniziativa di Montedison che le conferisce la Divisione Servizi, composto da 2 centrali termoelettriche (Porto Marghera) 21 centrali idroelettriche.
Questi impianti non sono stati nazionalizzati perché deputati all'autoproduzione, fornendo energia elettrica alle imprese del gruppo.
Con l'arrivo del 1982, SELM viene quotata alla Borsa di Milano e chiude il 1983 con 97.8 miliardi di utili.
Il 1984 la vede protagonista di un aumento di capitale riservato alle aziende del gruppo e sottoscritto con tre apporti:
- Montedison con il ramo d'azienda Ricerca, Estrazione e Commercializzazione di Idrocarburi,
- Idrocarburi Canale di Sicilia con la struttura Ricerca e Coltivazione di idrocarburi nel Canale di Sicilia,
- Montedipe con le unità per la raffinazione di grezzi petroliferi e la produzione di aromatici a Priolo.

Lo scopo della riorganizzazione è finanziare le costose operazioni di ricerca e produzione di idrocarburi con il cash flow proveniente dalle centrali idroelettriche.
Infine, Selm acquista da Montedison anche le partecipazioni in Kraftwerke Hinterrhein, Gasdotti del Mezzogiorno e Mepi Corporation.
Cambia denominazione in Selm - Società Energia Montedison. In seguito all'espansione nel comparto petrolifero, il fatturato sale a 4.000 miliardi, ma anche l'indebitamento si alza: la redditività subisce un calo.
Nel 1986, dopo 5 anni di esplorazioni, inizia lo sfruttamento del giacimento petrolifero nel canale di Sicilia grazie alla piattaforma estrattiva Vega (ancora oggi in funzione).
L'anno successivo, SELM  (gruppo Montedison) acquisisce la rete italiana di Total (in perdita da anni) per circa 240 miliardi di lire. Il motivo dell'operazione è dettato dalla necessità di aprire un nuovo canale distributivo proprio in seguito all'apertura della produzione di greggio nel Canale di Sicilia .
Nello specifico, la controllata di Selm, Valmont ha comprato il 100% di Total Sipa e i 2.566 impianti di proprietà che si sono aggiunti ai 400 detenuti da Selm, arrivando a detenere il 7.3% del mercato nazionale, quarto player italiano .
Compresa nel pacchetto Total, c'è anche la Raffineria Aquila, utile per l'integrazione verticale delle attività.
Pochi mesi dopo viene annunciata la creazione di Monteshell, una joint venture tra Selm e Shell, creata per competere nella distribuzione di carburanti, lubrificanti, GPL e bitumi.
Selm ci mette il suo know how nell'estrazione e nella raffinazione, Shell nel retail.
Alle 3.000 stazioni Selm si aggiungono i 120 punti Shell.
La creazione di Enimont porta un vantaggio a Selm: al nuovo colosso pubblico-privato sono infatti cedute le partecipazioni ricevute da Montedipe. I risultati di bilancio sono evidenti sin dal primo esercizio successivo.
Nel 1991 assume la ragione sociale di Edison S.p.A..

## Fonti
- edison.it
- La città illuminata: L'intuizione di Giuseppe Colombo, la Edison e l'elettrificazione dell'Italia, Stefano Righi ed Andrea Colombo, Rizzoli
- repubblica.it